# Clerodendrum schmidtii
Clerodendrum schmidtii là một loài thực vật có hoa trong họ Hoa môi. Loài này được C.B.Clarke mô tả khoa học đầu tiên năm 1905.